# Frieda Gansauge
Frieda Gansauge (29. März 1887 – 29. September 1958) war eine deutsche Antifaschistin und Widerstandskämpferin gegen den Nationalsozialismus.
Mit 14 Jahren wurde sie Dienstmädchen und lief mit 16 davon, arbeitete als Feinplätterin mit einem 16-Stunden-Arbeitstag, heiratete, bekam vier Kinder und arbeitete trotzdem weiter. 1917 trat sie der SPD, 1918 der USPD und 1920 der KPD bei.
Von 1929 bis 1933 war sie Abgeordnete der KPD im Dresdner Stadtparlament. In ihren Reden trat sie für die Rechte und Unterstützung der Schwachen ein.
Frieda Gansauge forderte Subvention der Schulspeisung und bessere Heizung in den Schulen, sie verlangte Kindergärten zu annehmbaren Bedingungen und wandte sich gegen die Schließung von Mütterberatungsstellen.

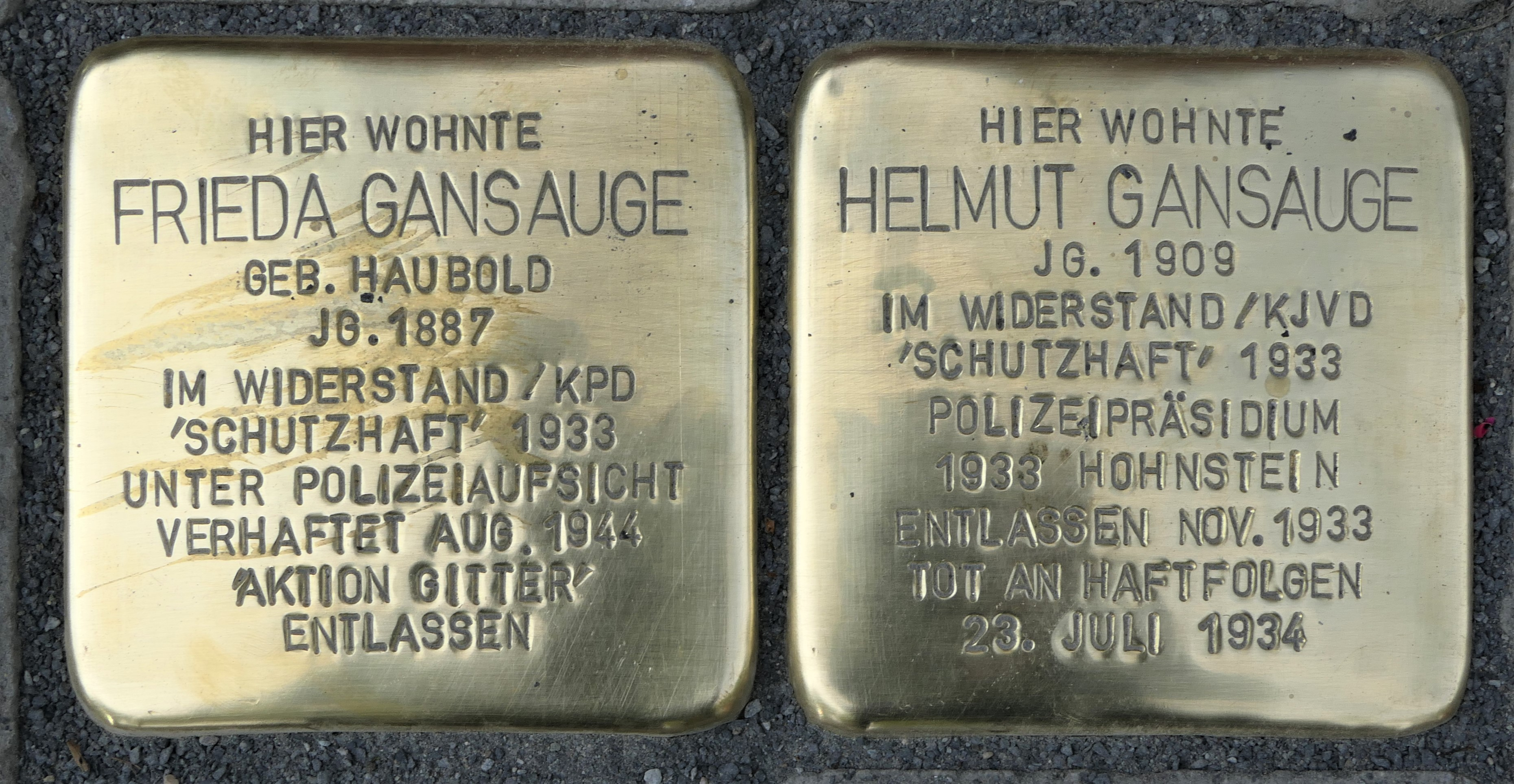
Stolpersteine für Frieda und Helmut Gansauge in Dresden-Prohlis, in der Nähe des Hülße-Gymnasiums

Nach der Machtergreifung der Nationalsozialisten lebte sie von März bis September 1933 illegal. In dieser Zeit wurde ihre Wohnung Am Anger 10 von der SA verwüstet, ihr Sohn Helmut ins KZ Hohnstein verschleppt. Er starb 1934 an den Folgen der Misshandlungen. Im September wurde sie selbst verhaftet, erkrankte schwer und wurde 1934 unter strenger Polizeiaufsicht entlassen. Sofort nahm sie Verbindung auf zur Widerstandsgruppe Anni Sindermann, zu ihren Genossinnen Erna Rentsch und Hilde Lehmann, mit denen sie bis zur 2. Verhaftung 1944 zusammenwirkte. Im Mai 1945 arbeitete sie zusammen mit Elsa Fenske im Sozialwesen der Stadt. 1948 beauftragte sie der Landesvorstand der SED mit einer Arbeit in der Abteilung Arbeit und Sozialfürsorge. Sie wurde jedoch so krank, dass sie diese Arbeit bald wieder aufgeben musste. Sie war danach als Schöffin beim Kreisgericht, im Wohnbezirksausschuß der Nationalen Front und im DFD tätig.
Seit 2022 erinnern zwei Stolpersteine im Dresdner Stadtteil Prohlis an Frieda Gansauge und ihren Sohn Helmut.